# تقریظ

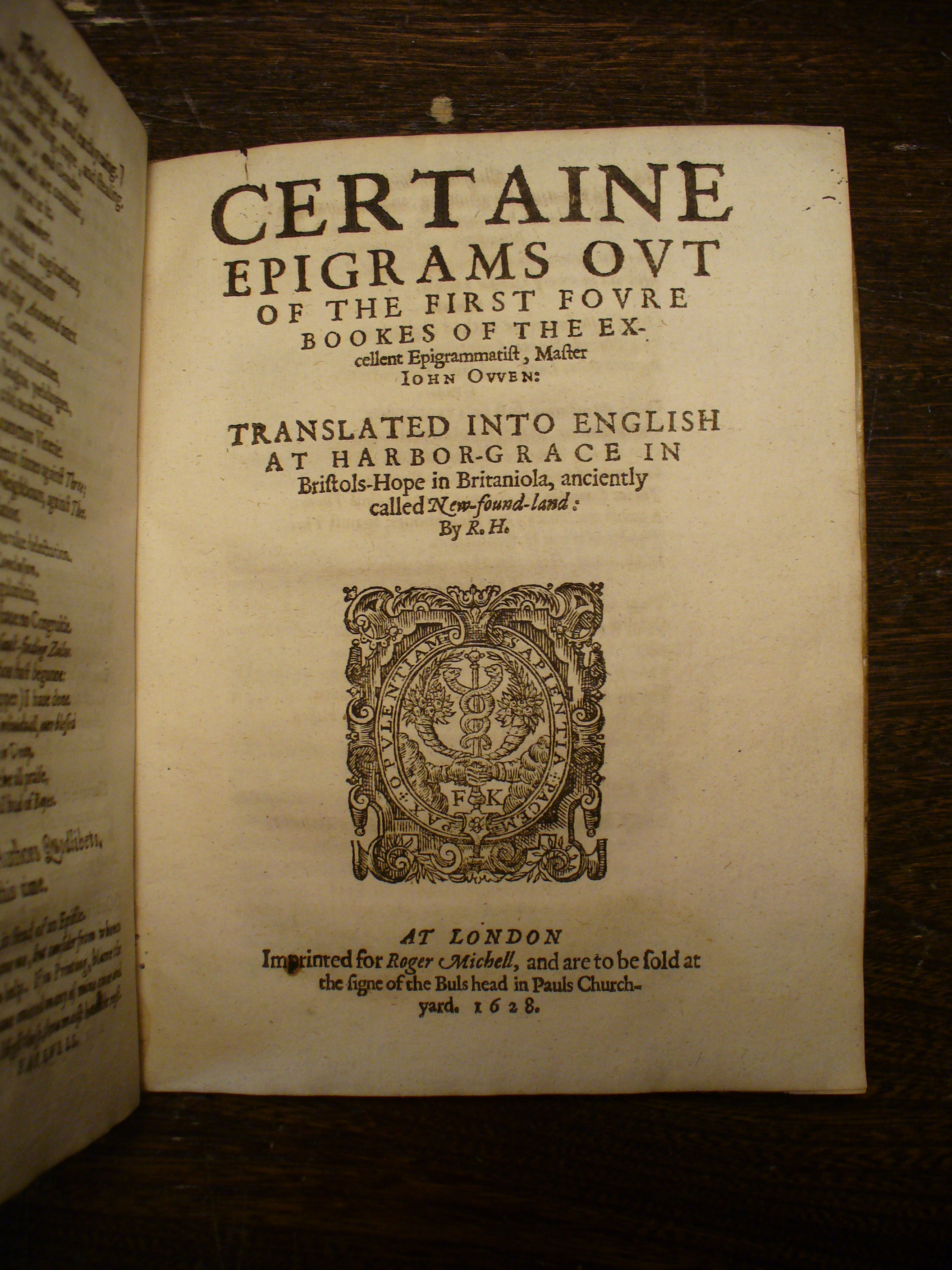
صفحه تقریظ کتاب کوادلیبت اثر رابرت هیمن ۱۶۲۸ با متنی بسیار.

اپیگرام (به انگلیسی: epigram) گفته‌ای مختصر، جالب، به‌یادماندنی و گاهی غافلگیرکننده یا هجوآمیز است.
در انگلیسی اپیگرام برگرفته از لغت اپیگراما در زبان یونانی: ; ἐπίγραμμα epigramma، «کتیبه» و «نوشتن» و «ثبت کردن» معنی می‌دهد.